# Enicospilus yonezawanus
Enicospilus yonezawanus là một loài tò vò trong họ Ichneumonidae.